# Caudron G-III
Die Caudron G-III war ein französisches Militärflugzeug im Ersten Weltkrieg.

## Entwicklung
Der Anderthalbdecker Caudron G-III besaß anfangs noch eine Flügelverwindung zur Steuerung um die Längsachse, die aber bald durch Querruder ersetzt wurde. Der Pilot und der Beobachter saßen hintereinander in offenen Cockpits einer hinten gekappten Rumpfgondel, in deren Nase der Motor eingebaut war. Doppelte Seitenflossen und -ruder waren an vier Heckauslegern montiert, deren unteres Paar zugleich als Kufen für das aus zwei Radpaaren bestehende Fahrwerk fungierten.

## Vorkriegseinsätze
Die Gebrüder René und Gaston Caudron produzierten mit ihrer Firma Société des aeroplanes Caudron in Issy-les-Moulineaux seit 1909 Flugzeuge. Im Dezember 1913 flog die G-III erstmals einen Looping, im Mai 1914 überbot eine Caudron G-III in Le Crotoy mit 16 Stunden und 28 Minuten den bisher von deutschen Flugzeug gehaltenen Dauerflugrekord. Das Konzept beruhte unmittelbar auf der 1913 aus der Type B entwickelten G-II. Ihr waren rund zwanzig verschiedene Typen vorausgegangen, von denen insgesamt etwa 150 Exemplare gebaut wurden.

## Kriegseinsatz

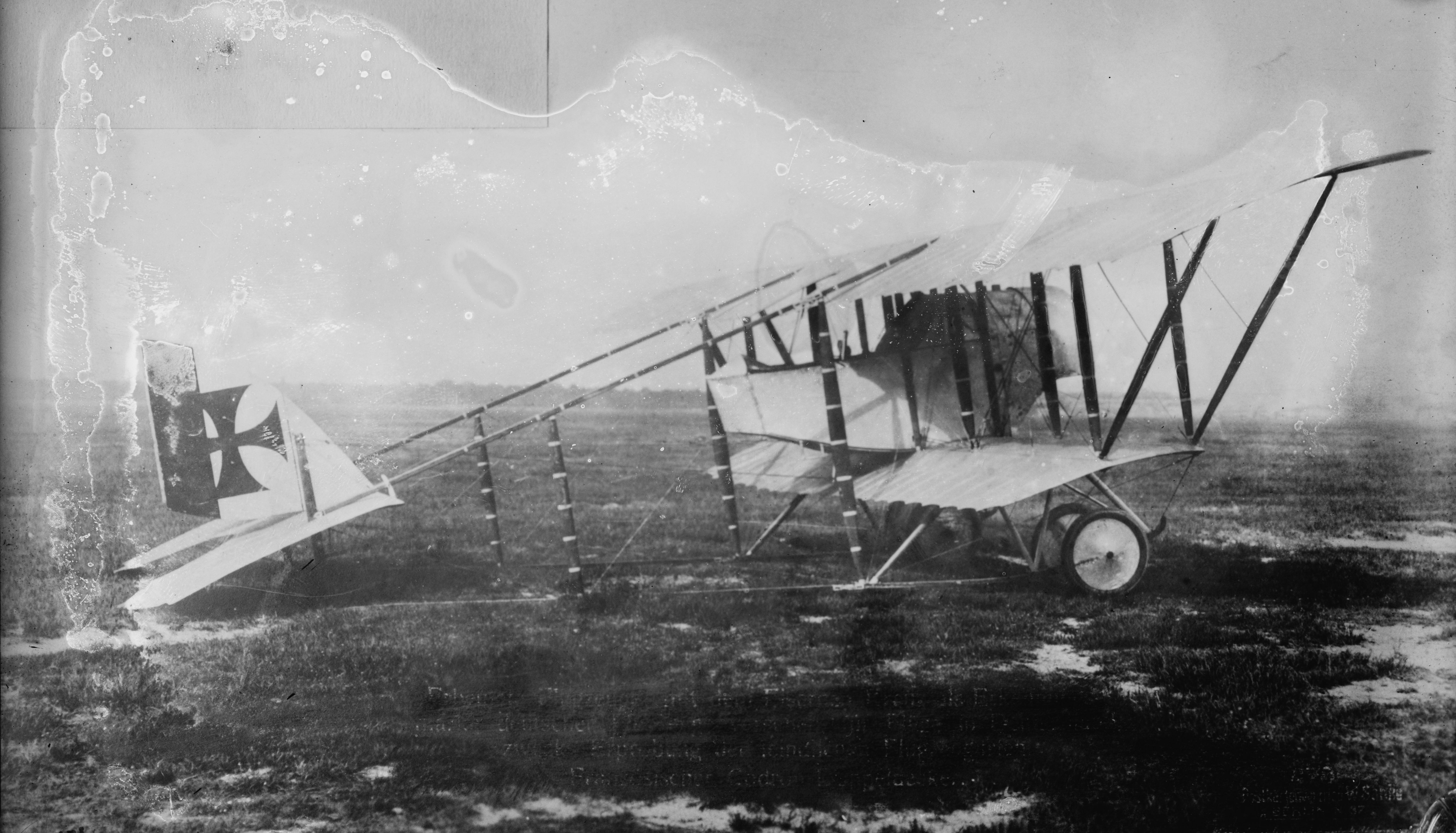
Von deutschen Truppen erbeutete Caudron

Noch vor Ausbruch des Ersten Weltkrieges war die Escadrille C.11 in Montmédy bereits mit G-III ausgerüstet worden, und mehrere Flugzeuge waren nach Dänemark und China exportiert worden. Nun wurde die Großserienproduktion der G-III aufgenommen. Auch die Escadrilles C.17, C.18 und C.30 wurden nun mit ihr ausgestattet. Das Muster fand zunächst Verbreitung als G-IIIA.2, also als zweisitziger Aufklärer sowie Artilleriebeobachter und erwies sich als sehr robust. In der Version G-IIIB.2 kam die Caudron auch als Bomber zum Einsatz. G-III flogen Einsätze an der Westfront, in Russland und in Mittleren Osten.
Wegen ihrer geringen Bewaffnung und Geschwindigkeit wurde sie ab Mitte 1916 aus den Frontverbänden der französischen Fliegertruppe zurückgezogen. Die italienische Luftwaffe setzte die G-III bis 1917 als Aufklärer ein. Britische G-III blieben als Kampfbomber bis Oktober 1917 im Einsatz.
Nach dem Abzug aus den Fronteinheiten wurde die G-III in der Version E.2 oder D.2 als Schulflugzeug oder Fortgeschrittenentrainer verwendet. Etwa 17.000 Piloten sollen auf der Caudron G-III geschult worden sein.
Die französische Produktion belief sich auf 2.450 G-III, davon allein 1.423 bei Caudron selbst, der Rest bei französischen Lizenznehmern. Die Caudron-Tochterfirma British Caudron in Großbritannien baute 233 weitere Maschinen, von denen 124 an das Royal Flying Corps (RFC) und 109 an den Royal Naval Air Service (RNAS) gingen, wo sie bis Ende 1916 bzw. 1917 in Dienst standen. Die italienische Firma A.E.R baute weitere 166 G-III als G-III.12 in Lizenz mit 100 PS Anzani 10-Motor. In Deutschland baute Gotha Kopien der G-III unter den Werksbezeichnungen LD.3 (=Land Doppeldecker) und LD.4.
Neben der Aéronautique Militaire verwendeten die belgische, die italienische, die russische, die serbische, die US-amerikanische Fliegertruppe, die britischen Heeres- und Marineflieger, die finnische, die polnische und zahlreiche andere Luftwaffen die Caudron G-III. Das Flugzeug wurde in 21 Ländern der Welt geflogen.

## Nachkriegsverbleib
Einige Caudron wurden noch nach 1918 in den kriegerischen Auseinandersetzungen in China und der Mandschurei eingesetzt; über ihren Verbleib ist nichts bekannt.
Am 19. Januar 1919 landete der Pilot Jules Védrines mit seiner G-III auf der nur 28 m langen Dachterrasse der Galeries Lafayette in Paris. Er gewann damit einen Wettbewerb, den das Kaufhaus noch vor dem Ersten Weltkrieg ausgeschrieben hatte, und bekam das Preisgeld von 25.000 Francs. Allerdings wurde sein Flugzeug dabei beschädigt und er musste eine Strafe für das unerlaubte Überfliegen der Hauptstadt zahlen. Das Ereignis ist in einem kurzen Film überliefert.
Die Fliegerin de la Roche stellte mit einer G-III den Höhenflugrekord der Frauen mit 3900 m auf und Adrienne Bolland überquerte am 1. April 1921 mit einer solchen Maschine die Anden. Am 30. Juli 1921 landete François Durafour mit einer Caudron G-III am 4303 m hohen Dôme du Goûter, einem Nebengipfel des Mont Blanc.
Heute gehören G-III zum Bestand des RAF Museum in Hendon, des Musée de l’air et de l’espace  in Paris, des Royal Army and Military History Museum in Brüssel, des Museu Aeroespacia in Rio de Janeiro und des Hallinportti Aviation Museum in Finnland.

## Technische Daten

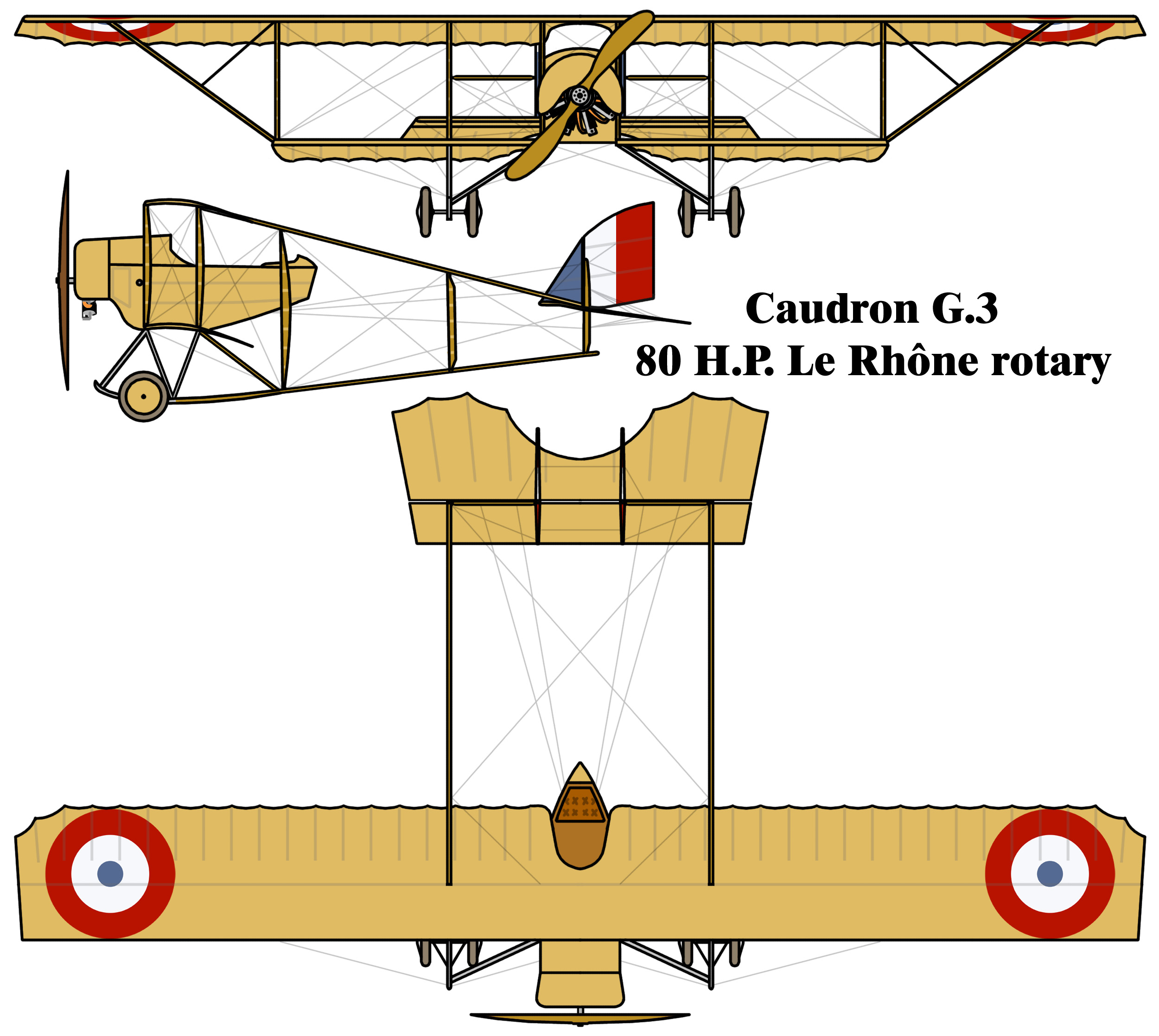
Dreiseitenriss Caudron G.III

| Kenngröße                       | Daten                                                  |
| ------------------------------- | ------------------------------------------------------ |
| Besatzung                       | 2                                                      |
| Länge                           | 6,40 m                                                 |
| Spannweite                      | 13,40 m                                                |
| Höhe                            | 2,50 m                                                 |
| Flügelfläche                    | 27,00 m²                                               |
| Leermasse                       | 447 kg                                                 |
| Startmasse                      | 735 kg                                                 |
| Standardtriebwerk               | ein luftgekühlter Umlaufmotor Clerget oder Gnôme-Rhône |
| Startleistung                   | 59 kW (80 PS)                                          |
| Höchstgeschwindigkeit           | 115 km/h                                               |
| Marschgeschwindigkeit           | 105 km/h                                               |
| Mindestgeschwindigkeit          | 50 km/h                                                |
| Steiggeschwindigkeit auf 2000 m | 20 min                                                 |
| Gipfelhöhe                      | 3500 m                                                 |
| Reichweite                      | 360 km                                                 |
| Bewaffnung                      | 1 MG 7,7 mm                                            |